# Arrondissement Agen
Arrondissement Agen (fr. Arrondissement d'Agen) je správní územní jednotka ležící v departementu Lot-et-Garonne a regionu Nová Akvitánie ve Francii. Člení se dále na 12 kantonů a 71 obcí.

## Kantony do 2014
- Agen-Centre
- Agen-Nord
- Agen-Nord-Est
- Agen-Ouest
- Agen-Sud-Est
- Astaffort
- Beauville
- Laplume
- Laroque-Timbaut
- Port-Sainte-Marie
- Prayssas
- Puymirol